# Exclamation Mark (album)
Albums de Jay Chou
The Era
(2010) Opus 12
(2012)
Exclamation Mark  (驚嘆號) est le onzième album studio du chanteur taïwanais Jay Chou, sorti le 11 novembre 2011 par JVR Music.
L'album a été nommé pour trois Golden Melody Awards et a remporté le prix du meilleur packaging d'album.

## Liste des chansons
| 1.    | Exclamation Point (驚嘆號 - Jing tan hao)                     | 3:51 |
| 2.    | Enchanting Melody (迷魂曲 - Mi hun qu)                        | 3:49 |
| 3.    | Mine Mine                                                     | 4:26 |
| 4.    | Princess Syndrome (公主病 - Gong zhu bing)                    | 3:39 |
| 5.    | How Are You (你好嗎 - Ni hao ma)                              | 3:42 |
| 6.    | Healing Rice Dumpling (療傷燒肉粽 - Liao shang zhao rou zong) | 3:06 |
| 7.    | Piano of Sorrow (琴傷 - Qing shang)                           | 3:20 |
| 8.    | Sailor Afraid of Water (水手怕水 - Shui shou pa shui)         | 2:40 |
| 9.    | Not the End of the World (世界未末日 - Shi Jie mou mou ri)    | 4:21 |
| 10.   | Shadow Puppetry (皮影戲 - Pi yin ju)                          | 3:27 |
| 11.   | The Goddess of Race (超跑女神 - Chao pao nv shen)             | 2:35 |
| 38:56 |                                                               |      |